# Microdon gayi
Microdon gayi är en tvåvingeart som beskrevs av Paramonov 1957. Microdon gayi ingår i släktet myrblomflugor, och familjen blomflugor. Inga underarter finns listade i Catalogue of Life.